# Salsola soda
Salsola soda é uma espécie de planta da subfamília Chenopodioideae, pertencente à família Amaranthaceae. Trata-se de uma halófila (uma planta tolerante ao sal) que geralmente cresce em regiões costeiras ou salinas e pode ser regada com água salgada. A planta tem grande importância histórica como fonte de carbonato de sódio, extraído das cinzas da Salsola soda e de outras barrillas. A cinza de soda foi uma das substâncias alcalinas cruciais na fabricação de vidro e sabão. A famosa clareza dos vidros e cristais de Murano e Veneza dependia da pureza da "cinza de soda", e a natureza desse ingrediente era mantida em segredo. A Espanha teve uma enorme indústria no século XVIII produzindo carbonato de sódio a partir das salicornias. Em 1807, Sir Humphry Davy isolou um elemento metálico a partir da soda cáustica e o nomeou sódio para indicar sua relação com esta planta.

## Portugal
Trata-se de uma espécie presente no território português, nomeadamente em Portugal Continental.

## Protecção
Não se encontra protegida por legislação portuguesa ou da Comunidade Europeia.